# 6166 Univsima
6166 Univsima eller 1978 SP4 är en asteroid i huvudbältet som upptäcktes den 27 september 1978 av den ryska astronomen Ljudmila Tjernych vid Krims astrofysiska observatorium på Krim. Den är uppkallad efter Simferopols universitet.
Asteroiden har en diameter på ungefär 12 kilometer och den tillhör asteroidgruppen Eos.